# 东风雷诺
东风雷诺汽车有限公司，简称东风雷诺，是中华人民共和国的一家曾经存在的合资汽车制造商。其历史可以追溯至1993年由中国航天三江集团与雷诺集团合资成立的三江雷诺，2013年中方股权转让予东风汽车集团股份有限公司并更名为东风雷诺。2020年4月，雷诺宣布将东风雷诺50%的股份转让予东风集团股份，东风雷诺相关业务活动同时停止。该公司因此变更为东风集团股份的全资子公司，同时更名为东风汽车（武汉）有限公司。

## 历史

### 三江雷诺时期

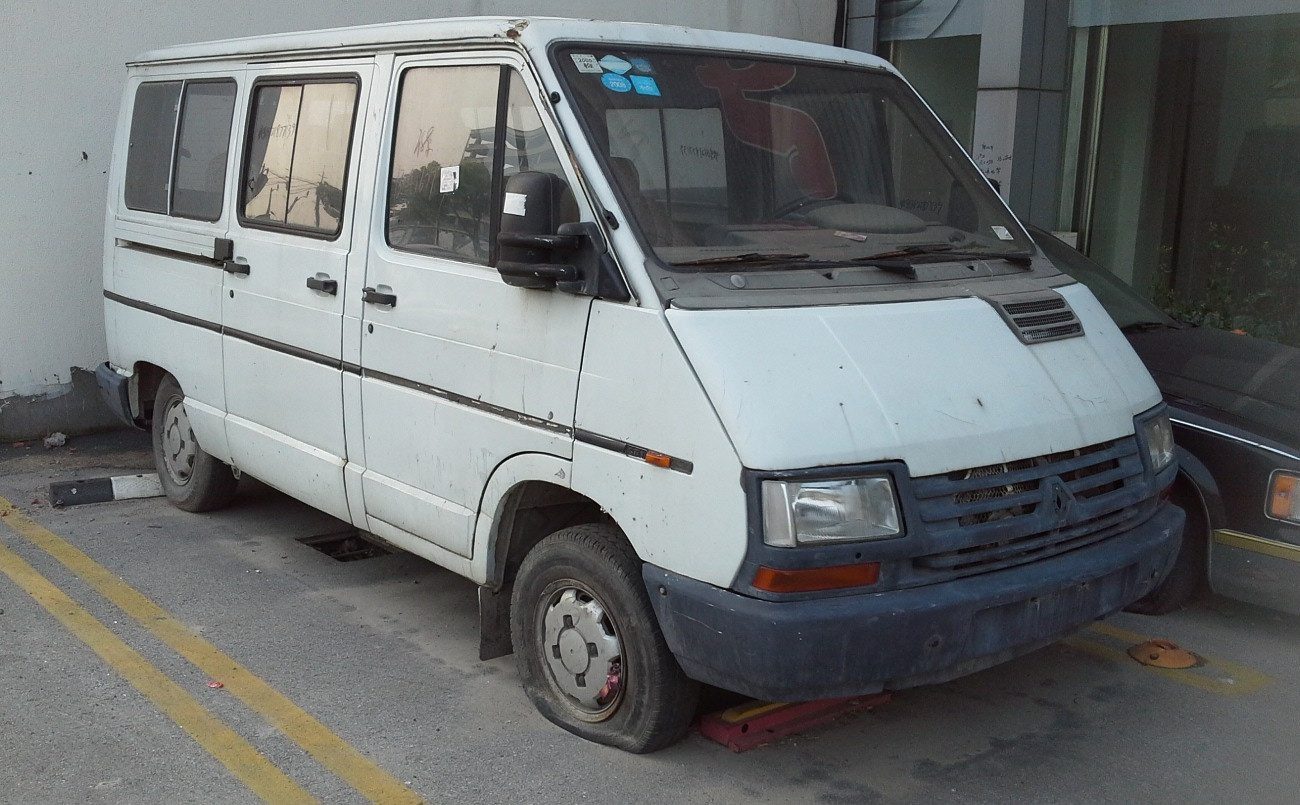
三江雷諾塔菲克

1993年11月6日，雷诺集团与中国航天三江集团（隶属中国航天科工集团）签订合资合同。同年12月31日，三江雷诺汽车有限公司成立，总部位于湖北省孝感市。三江雷诺投资金额为9800万美元，航天三江持股55%，雷诺持股45%。1995年6月22日，三江雷诺生产的塔菲克轻型客车上市销售，此外还曾以CKD方式少量生产过Espace。由于三江雷诺生产车型的国产化率偏低，其合作进程亦因此不成功并产生亏损，导致产品价格居高不下，并影响其销量。截至2003年（一说2004年）停产，三江雷诺总产量仅有4,906辆。
2000年8月，三江雷诺中方股东航天三江停止轻型车生产业务，亦因此退出三江雷诺项目。2001年5月23日，华晨汽车与航天科工合资组建的航天华晨拟受让航天三江在三江雷诺的55%股权，之后华晨汽车在2002年发生股权纠纷，被宣布收归国有，从而暂缓重组工作。2003年8月，湘火炬收购华晨持有的航天华晨50%股权，成立航天火炬，目的是打通与雷诺的合作渠道进入乘用车制造业。由于双方无法就生产资格与车型引进等问题达成一致，而湘火炬又将其所持航天火炬50%股权转让予中国航天科工集团和沈阳航天新光集团，三江雷诺亦再次暂缓重组。

### 东风雷诺时期
随着三江雷诺的合作失败与暂缓重组，雷诺开始与中国东风汽车进行合作谈判。在谈判过程中，双方发现在一系列问题上难以达成一致，包括工厂选址以及如何重组三江雷诺，导致谈判期限较长。实际上，早在2003年，时任雷諾日產聯盟CEO卡洛斯·戈恩与东风汽车签署东风日产的合资协议时，他表示将适时实现雷诺车型在中国大陆的生产。当时三家公司构建了东风-雷诺-日产“金三角”的三方合作机制。与此同时，雷诺在中国的销量也从2008年的不足900辆上升至2011年的超过24,200辆。
2012年1月31日，雷诺COO卡洛斯·塔瓦雷斯表示，雷诺已“接近与东风公司完成最终谈判”。同年，东风汽车与航天三江签署股权转让协议，东风汽车收购航天三江在三江雷诺所持有的股权。东风雷诺的合作项目于2013年5月分别获得中华人民共和国环境保护部与国务院国资委的批准，同年6月获得工商局的变更登记核准。国家发改委也于12月2日正式通过东风雷诺的项目审批，双方于12月16日完成签约，并于2014年1月26日获得中华人民共和国商务部批准。根据合同，雷诺与东风共同投资77.6亿元组建东风雷诺，双方各持有50%的股权。自此东风-雷诺-日产“金三角”的三方合作机制的有关工作全部完成。东风雷诺亦借壳了三江雷诺的生产资质，但由于三江雷诺允许生产车型仅有SUV和商用车，因此东风雷诺的首款车型按照政府部门的要求必须为SUV，若要生产轿车需要后续单独报批。直至2017年中，东风雷诺获得轿车生产资质。尽管雷诺极力推动在拥有东风日产旗下规模最大乘用车生产基地的广州建厂，花都区政府也在2007年专门成立领导小组跟进项目选址工作，但东风雷诺生产基地最终落户东风总部驻地武汉。另外根据东风雷诺的计划，将整合雷诺中国的经销商网络。
2016年3月18日，东风雷诺首款车型科雷嘉上市，之后于同年推出科雷傲，2019年推出科雷缤和纯电动车雷诺e诺。东风雷诺在2017年销量为7.2万辆，为历年最高纪录；2019年销量仅为1.85万辆，同比下滑63%。2020年1-3月因应COVID-19疫情影响，累计销量仅为663辆，同比下滑88.65%。另外自2016年至2019年，东风雷诺曾冠名武汉马拉松比赛。
2020年4月14日，东风集团股份发布公告称，拟将对东风雷诺进行重组，雷诺拟将其持有的东风雷诺50%股权转让给东风集团股份，同时停止雷诺品牌相关业务活动。同年8月28日，东风雷诺汽车有限公司更名为东风汽车（武汉）有限公司，意味着雷诺正式退出股东行列，该公司转而成为东风集团股份的子公司。而原来的东风雷诺工厂则改造为东风智能制造生产基地，生产岚图品牌车型。

## 经营概况
东风雷诺负责雷诺品牌车型在中国大陆的销售。其生产基地位于武汉经济技术开发区黄金口产业园，于2016年2月投产，占地面积3000亩，一期投资77.6亿元，预计年产量可达15万辆。该基地拥有一个整车工厂、一个动力总成工厂和一个研发中心。

### 生产车型
- 雷诺科雷傲（英语：Renault Koleos）（2016年-2020年）：SUV
- 雷诺科雷嘉（英语：Renault Kadjar）（2016年-2020年）：SUV
- 雷诺科雷缤（英语：Renault Captur）（2019年-2020年）：SUV
- 雷诺e诺（2019年-2020年）：纯电动跨界都市车

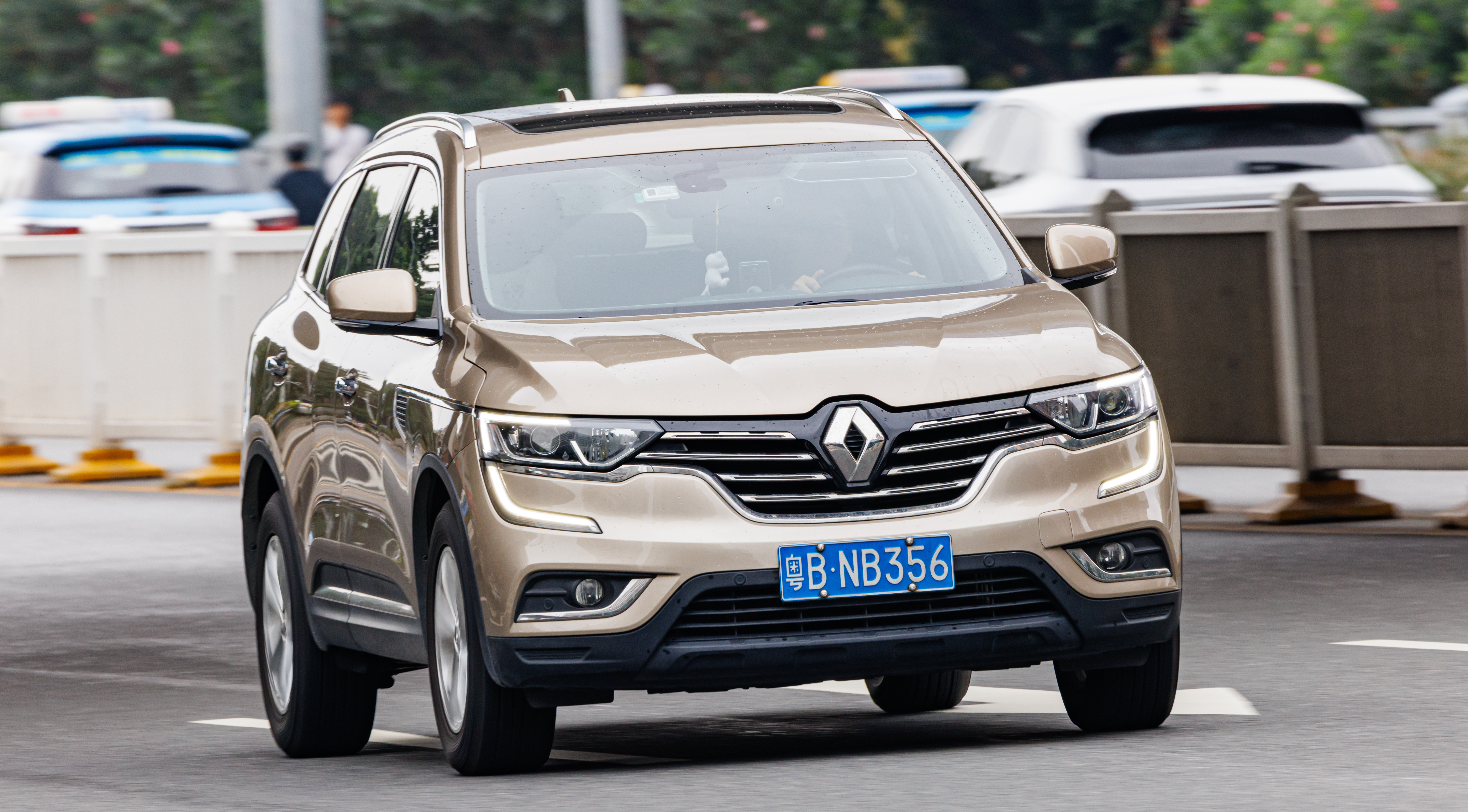
雷诺科雷傲
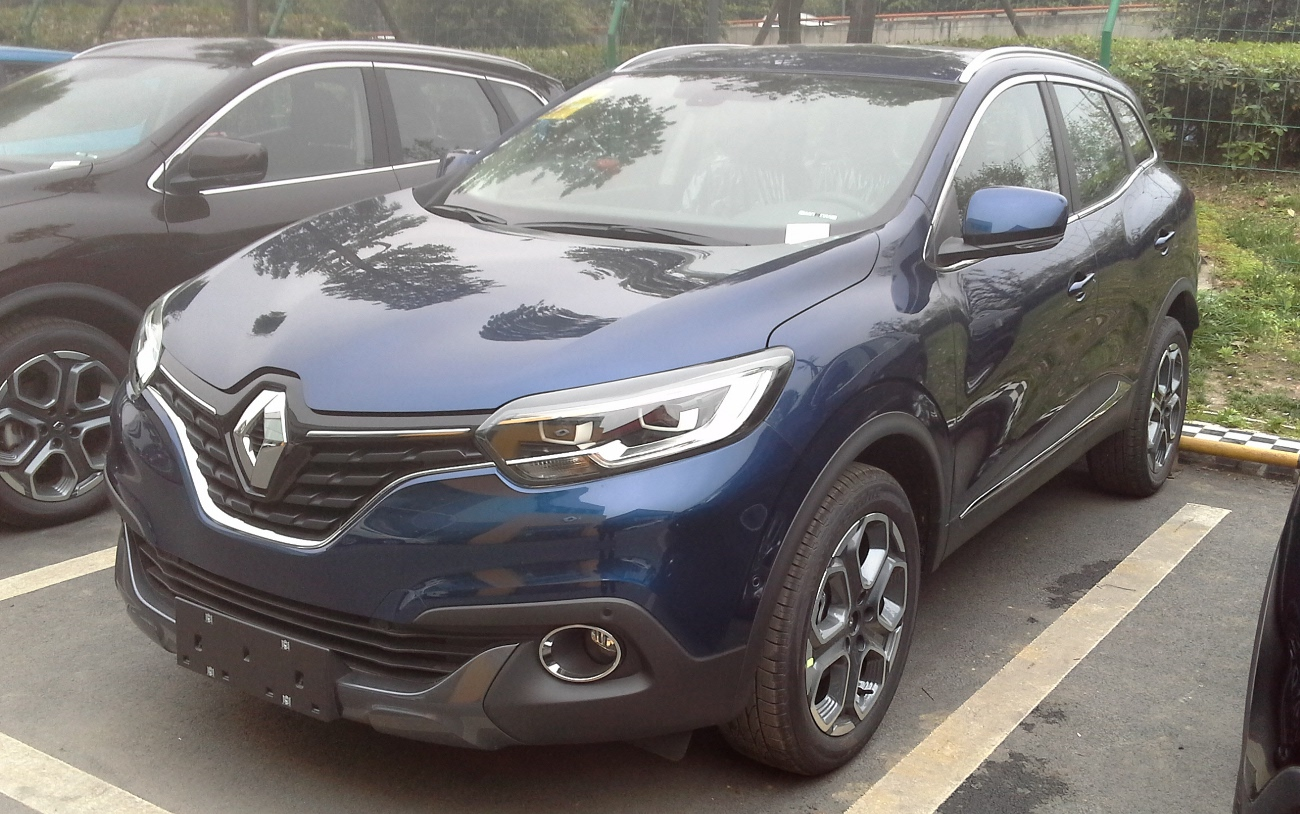
雷诺科雷嘉
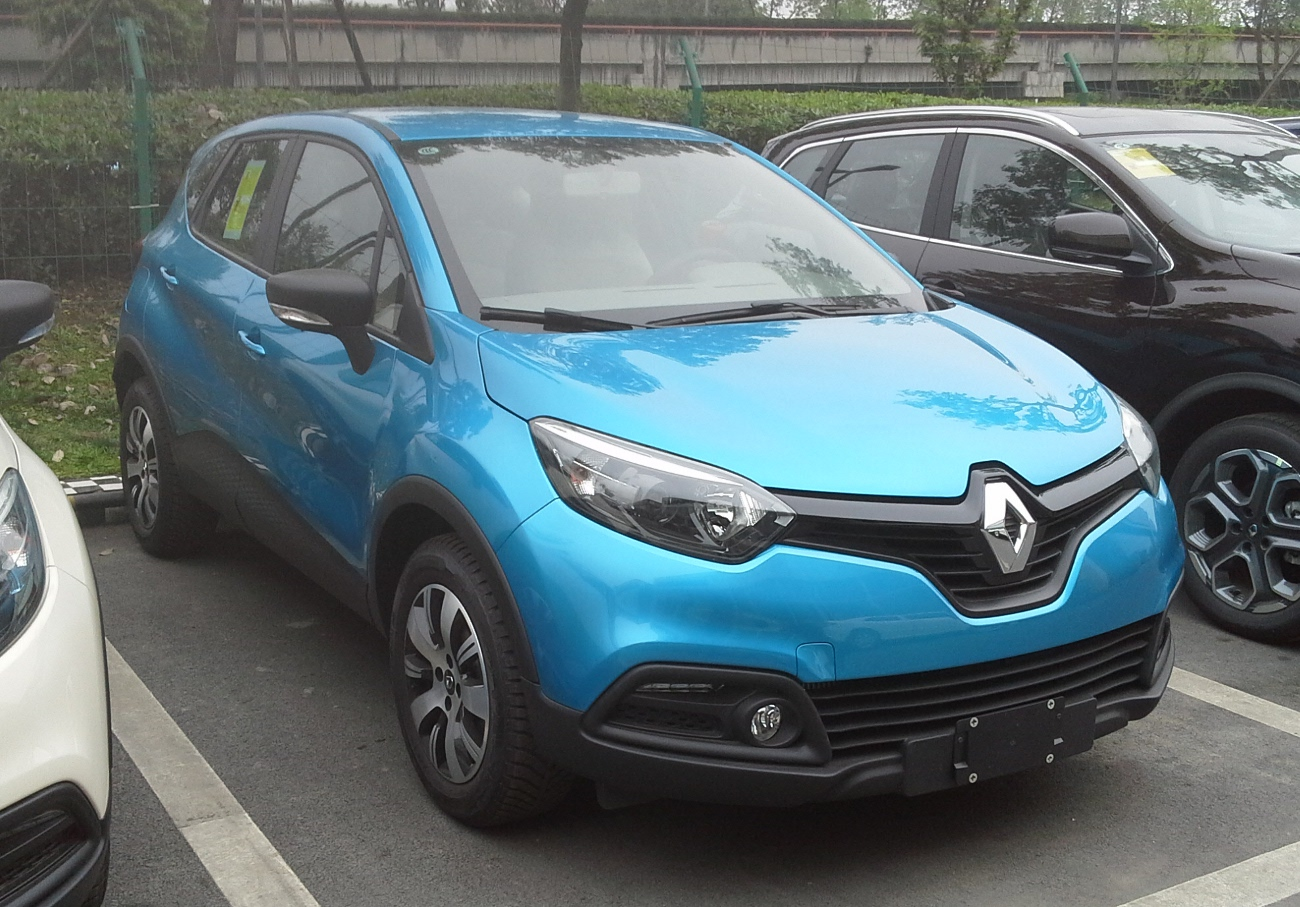
雷诺科雷缤
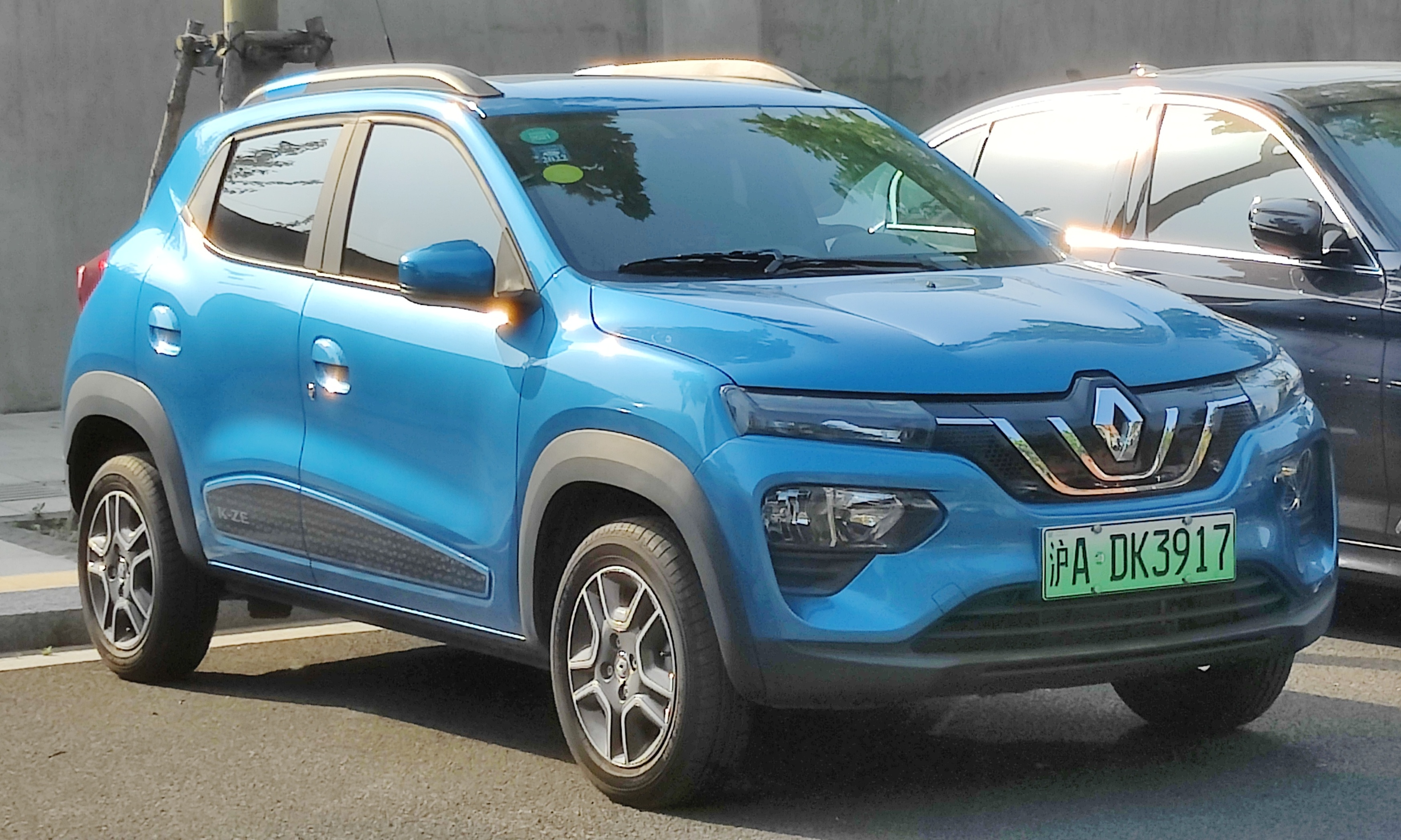
雷诺e诺